# Munna crinata
Munna crinata là một loài chân đều trong họ Munnidae. Loài này được Kussakin miêu tả khoa học năm 1972.